# Eugénie de Montijo
María Eugenia Ignacia Augustina Palafox de Guzmán Portocarrero y Kirkpatrick, 9de gravin van Teba (Granada, 5 mei 1826 - Madrid, 11 juli 1920) was een Spaanse gravin die door haar huwelijk met Napoleon III de laatste keizerin der Fransen werd.

## Familie
Haar vader was Cipriano Palafox y Portocarrero, graaf van Teba en een afstammeling van Ferdinand I van Castilië en León. Hij was een Spaanse Grande 1e klasse en haar moeder was María Manuela Kirkpatrick de Closbourn y de Grevigné.
Haar oudere zus María Francisca de Sales de Palafox Portocarrero y Kirkpatrick, genaamd Paca (1825-1860), heeft alle titels geërfd. Zij was hertogin van Peñaranda, grande de Espana, 9e gravin de Montijo. Eugénie werd al vrij vroeg opgevoed om in hogere kringen te vertoeven, iets dat gelet op haar koninklijke voorouders vanzelfsprekend was. De stamboom van Eugénie was langer en indrukwekkender dan die van haar toekomstige man, wiens adellijke, maar titelloze familie tot 1795 een bescheiden rol speelde op het eiland van Corsica en daarvoor in Genua.

## Levensloop
Eugénie woonde in Parijs vele bals bij om zo de geschikte echtgenoot te vinden. Hierin werd zij 'gecoacht' door de schrijver Prosper Mérimée, een goede vriend van haar moeder. Het verhaal gaat dat de moeder van Eugénie hem het verhaal van 'Carmen' (dat later door Georges Bizet tot de opera Carmen werd bewerkt) verteld heeft als authentiek.
Op 13 januari 1853 huwde ze met keizer Napoleon III. Ze schonk hem in 1856 een zoon, Napoleon Eugène Lodewijk Bonaparte. Eugénie had een belangrijke invloed op de politiek van haar echtgenoot en in 1859, 1865 en 1870 trad ze een tijdlang op als regentes in afwezigheid van de keizer. Eugénie was een strenggelovig katholiek en haar ultramontaanse overtuigingen botsten met de Italiaanse politiek van haar echtgenoot, die de vorming van een Italiaanse staat steunde ten koste van de Pauselijke Staten. Haar stem was wel belangrijk in de Franse steun voor het keizerrijk Mexico. En in aanloop naar de Frans-Duitse Oorlog was zij een grote tegenstander van de Pruisische kandidaat voor de Spaanse troon, Leopold van Hohenzollern. 
Nadat het Franse leger in Sedan was verslagen en Napoleon III was gevangengenomen, moest zij in allerijl uit het Tuilerieënpaleis vluchten. Met de hulp van hoftandarts en familievriend Thomas W. Evans slaagde ze erin naar Deauville en van daaruit naar Engeland te reizen. Na de dood van Napoleon III (1873) en zeker na de dood van haar zoon (1879) nam zij een leidende rol in de bonapartistische beweging.
Ze onderhield een correspondentie met de rest van haar familie, ook met haar aangetrouwde nicht Clementine van België. Zij was een vriendin van de Britse koningin Victoria. Eugénie was een dame in de Spaanse Maria-Louisa-orde.
Eugènie overleed op 94-jarige leeftijd te Madrid tijdens een bezoek aan de hertog van Alva. Ze is begraven in de Sint-Michaelsabdij te Farnborough, bij haar echtgenoot en haar zoon Napoleon Eugène.

## Invloed op de kunsten

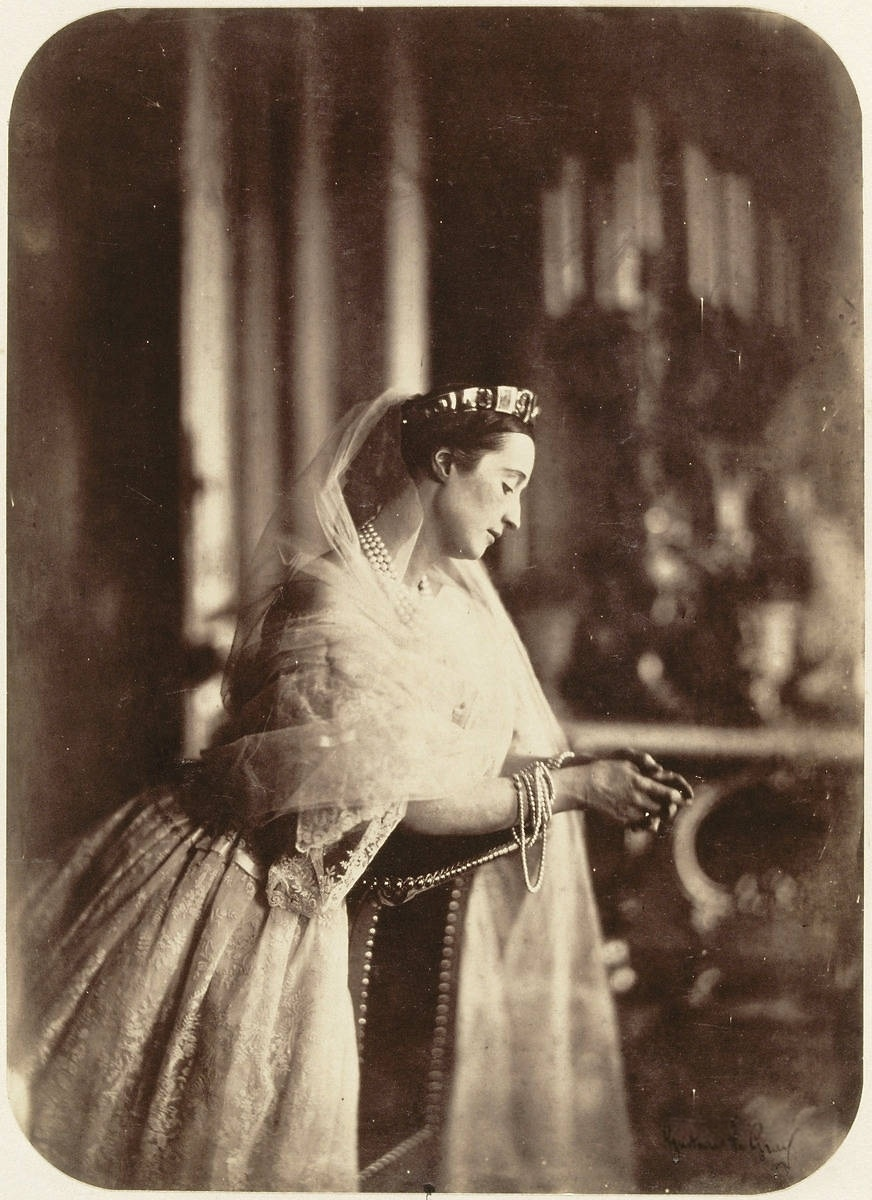
Laatste keizerin der Fransen
(1856), Gustave Le Gray

De keizerin had een belangrijke inbreng in het geslacht Napoleon, ze probeerde het Franse hof weer glans te geven. Hiervoor werden verschillende salons in Versailles, het Louvre en Chantilly bekleed in Napoleon III-stijl (Tweede Empirestijl). Tijdens haar zwangerschap droeg ze een hoepelrok, die daardoor in heel Europa in de mode kwam. Ze benoemde de Brit Charles Frederick Worth als hofleverancier waardoor deze algauw de Parijse modewereld domineerde. De keizerin liet belangrijke bestellingen plaatsen bij hem voor bals en staatsceremonies.
Eugénie's invloed op de mode breidde zich uit tot de decoratieve kunsten. Ze was een groot bewonderaar van koningin Marie-Antoinette en versierde haar interieurs in heroplevingen van de Lodewijk XV- en Lodewijk XVI-stijlen. Er ontstond een algemene mode voor 18e-eeuws Frans design, dat bekend werd als "Style Louis XVI Impératrice". Ze verzamelde haar portretten en snuisterijen, woonde in haar suite in Saint-Cloud, had een klein model van de Petit Trianon in het park gebouwd en voerde vaak lugubere gesprekken met Hübner over het lot van de onthoofde koningin.
Ook juweliers kregen keizerlijke opdrachten. Veel stukken zijn verdwenen maar een deel van haar collectie is te bewonderen in het Louvre. In 2008 is de grand noeud de corsage verkocht aan het Louvre voor 6,72 miljoen euro. Op dit juweel zitten 2643 diamanten. Ook de tiara met parels (zie portret) is terug in de collectie van het Louvre. Ook François Kramer en Bapst vervaardigden legendarische juwelen voor de keizerin. Er werd voor haar een parure gemaakt met druivenbladeren, waarvan de gordel 4500 briljanten bevatte.
Daarnaast haalde ze Franz Xaver Winterhalter binnen als hofschilder, die ook aan het Habsburgse hof keizerin Elisabeth vereeuwigde. Zij bestelde talloze doeken bij hem, waarvan de bekendste haar portret en het groepsportret met haar hofdames.